# Stepan Kourakine
 (décembre 2020).
Si vous disposez d'ouvrages ou d'articles de référence ou si vous connaissez des sites web de qualité traitant du thème abordé ici, merci de compléter l'article en donnant les références utiles à sa vérifiabilité et en les liant à la section « Notes et références ».
Pour les autres membres de la famille, voir famille Kourakine.
Le prince Stepan Borissovitch Kourakine (Степан Борисович Куракин), né le 9 (20) juillet 1754 et mort en 1805, est un aristocrate russe, membre de la famille Kourakine et conseiller secret effectif, qui fut l'un des fondateurs du Club anglais de Moscou. Il était le frère du prince Alexandre Kourakine (dit le prince Diamant) et du prince Alexis Kourakine, et le propriétaire du domaine d'Altoufievo et des terres de Kourakovchtchina dans le gouvernement de Iaroslavl, ainsi que du palais Kourakine de Moscou.

## Façon de vivre
Le prince Kourakine était connu pour son grand train de vie et ses réceptions somptueuses. C'était aussi un gourmet fameux et sa table était une des meilleures de Moscou. Il fut l'un des fondateurs du Club anglais de Moscou. Il gérait cependant sa fortune avec prudence. Il fit construire une demeure luxueuse dans son domaine de Stepanovskoïe situé dans le gouvernement de Tver et y fonda une fabrique de tissus. Il acquit Altoufievo avant de se remarier. Il y reçut comme invités notamment le La Fontaine russe Krylov, l'écrivain Izmaïlov, le poète Dmitriev et le dramaturge Fonvizine.
Le prince Kourakine s'est marié deux fois, mais n'a pas eu de descendance.
- Il se marie la première fois en 1775 avec la princesse Natalia Petrovna Narychkina (1758-1825), sœur du prince Piotr Narychkine, héros du siège d'Otchakov (1788) et nièce du maréchal Repnine ; mais après onze ans de mariage, elle tombe amoureuse de son parent, le séduisant comte Stepan Stepanovitch Apraxine (1757-1827), avec qui elle s'affiche publiquement. Elle habite d'abord chez sa mère, puis après la mort de cette dernière en 1793, chez son oncle, le maréchal Repnine. Le consistoire ecclésiastique prononce finalement le divorce, pour cause de maladie du mari non spécifiée. Après cela, elle se retire de la vie mondaine dans ses terres.
- Le prince se remarie en 1799 avec Catherine Dmitrievna Izmaïlova (1761-1843), fille du colonel Dmitri Lvovitch Izmaïlov et d'une lointaine cousine de l'impératrice Élisabeth Ire de Russie, mais il meurt six ans plus tard. Il est enterré à Moscou[1]. Devenue veuve, la princesse mena une vie retirée. Elle est inhumée aux côtés de son mari.

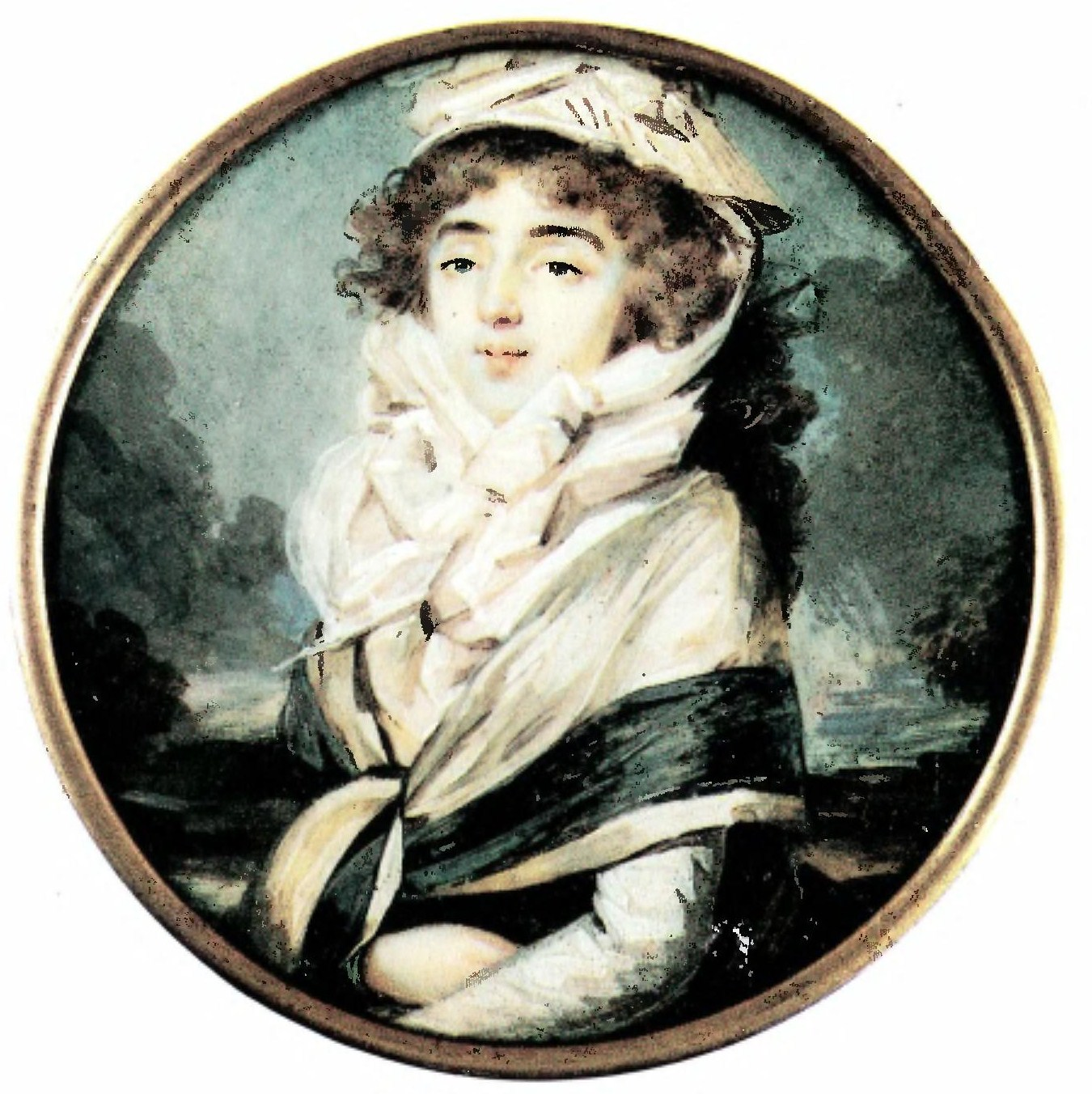
La première épouse du prince, née Narychkine.
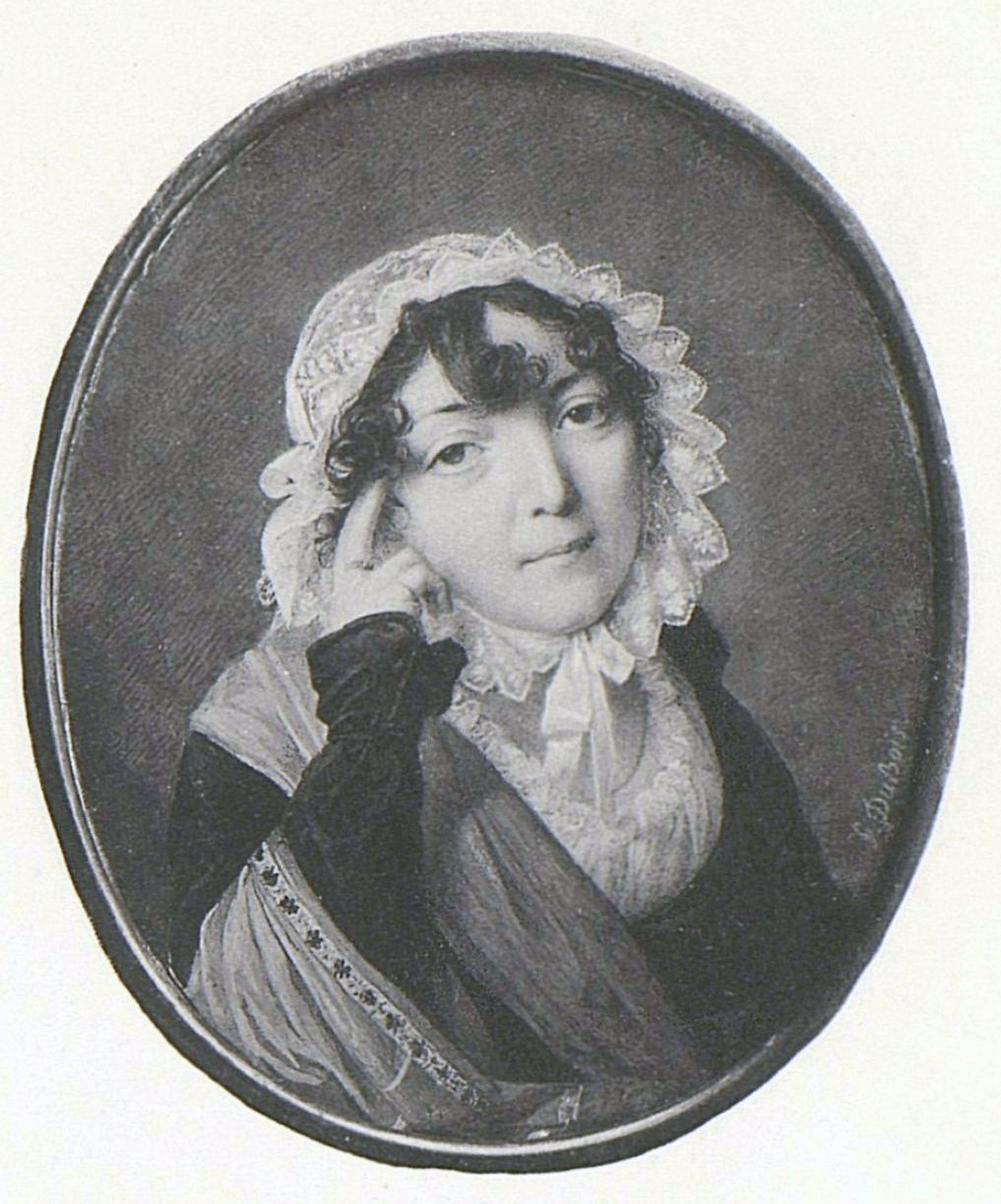
La seconde épouse du prince, née Izmaïlov.